# Norbert Wagner (Fußballspieler)
Norbert „Katsche“ Wagner (* 12. April 1961 in Sulzbach) ist ein ehemaliger deutscher Fußballspieler.

## Karriere
Norbert Wagner spielte in der Jugend des TV Sulzbach. Von dort wechselte er zum 1. FC Amberg. Zur Saison 1984/85 wechselte er in die 2. Bundesliga zum 1. FC Nürnberg. Mit dem Club wurde er in der ersten Saison Meister unter Trainer Heinz Höher und stieg in die Bundesliga auf. In den nächsten drei Jahren spielte er 67-mal in der ersten Liga. Dann trennten sich die Wege, Wagner spielte für Blau-Weiß 90 Berlin, dann eine Saison in der Bayernliga für die SpVgg Bayreuth, bevor er für die Amateure des 1. FC Nürnberg spielte. Sein Spielername war „Katsche“.